# La Teuleria (Llardecans)
La Teuleria és una obra de Llardecans (Segrià) inclosa a l'Inventari del Patrimoni Arquitectònic de Catalunya.

## Descripció
Restes d'una teuleria situada al paratge conegut com a Lo Domenge de Cornador al nucli de Llardecans en un terreny en pendent. És de planta quadrangular i està feta de pedra seca amb grans blocs de pedra poc escairats i de diferent mida disposats en filades. Als intersticis reomplint els buits hi ha pedres més petites i planes. La boca del forn té un arc de mig punt amb pedres també irregulars i poc escairades de diferent mida. En una paret lateral té una pila de pedres de la mateixa factura que s'eleva sobre el nivell del sòl. Enfront de la teuleria hi ha una bassa d'emmagatzematge d'aigua.